# Brian Pimental
Brian Dennis Pimental (Boston, 13 aprile 1964) è un regista, sceneggiatore e animatore statunitense, noto principalmente per aver diretto Bambi 2 - Bambi e il Grande Principe della foresta (Bambi 2).

## Biografia
Originario del Massachusetts, Pimental ha conseguito una laurea in Belle Arti presso il California Institute of the Arts (spesso abbreviato in "CalArts").
Dopo aver iniziato la sua carriera alla Walt Disney Feature Animation come apprendista in Oliver & Company, è diventato story artist in La bella e la bestia,[1] per il quale ha creato la sequenza "Stia con noi" e la sequenza "Trasformazione", quest'ultima presente sia nello spettacolo teatrale di Broadway che nella versione estesa del film. 
È stato anche story artist di Aladdin.
È diventato poi uno degli sceneggiatori di In viaggio con Pippo (A Goofy Movie) . 
È stato anche il responsabile delle storie e ha ottenuto la sua prima candidatura ai premi ASIFA per lo storyboarding di questo film. 
La sua seconda candidatura è stata per il film Tarzan, per il quale ha guidato ancora una volta il team di storyboard come capo della storia. 
Il suo debutto alla regia è avvenuto con Bambi 2 - Bambi e il Grande Principe della foresta (Bambi 2), che ha vinto il premio ASIFA per il miglior film.  
Ha anche creato le voci del Porcospino e della Marmotta nel film.

## Filmografia

### Regista

#### Lungometraggi
- Bambi 2 - Bambi e il Grande Principe della foresta (Bambi 2) (2006)

#### Cortometraggi
- Flink's Pigeon Problems: A Magical Rescue - co-regia con Susan Fitzer (2025)

### Sceneggiatore

#### Lungometraggi
- In viaggio con Pippo (A Goofy Movie), regia di Kevin Lima (1995)

### Animatore

#### Lungometraggi
- Oliver & Company, regia di George Scribner (1988)
- La sirenetta (The Little Mermaid), regia di Ron Clements e John Musker (1989)
- La bella e la bestia (Beauty and the Beast), regia di Gary Trousdale e Kirk Wise (1991)
- Aladdin, regia di Ron Clements e John Musker (1992)
- Tarzan, regia di Kevin Lima e Chris Buck (1999)
- Ritorno all'Isola che non c'è (Return to Never Land), regia di Robin Budd e Donovan Cook (2002)
- Shrek terzo (Shrek the Third), regia di Raman Hui e Chris Miller (2007)
- Come d'incanto (Enchanted), regia di Kevin Lima (2007)
- Madagascar 2 (Madagascar: Escape 2 Africa), regia di Eric Darnell, Tom McGrath (2008)
- Rio, regia di Carlos Saldanha (2011)
- Mr. Peabody e Sherman (Mr. Peabody & Sherman), regia di Rob Minkoff (2014)
- The LEGO Movie 2 - Una nuova avventura (The Lego Movie 2: The Second Part), regia di Mike Mitchell (2019)
- Spellbound - L’incantesimo (Spellbound), regia di Vicky Jenson (2024) - Head of Story